# (26921) Jensallit
(26921) Jensallit (1996 TF15) – planetoida z pasa głównego asteroid okrążająca Słońce w ciągu 5,79 lat w średniej odległości 3,22 j.a. Odkryta 15 października 1996 roku.